# Pas de l'Âne
Le pas de l'Âne est un col non routier de Savoie situé dans le massif du Beaufortain entre le mont Mirantin (2 460 m) et le pic de la Vache Rouge (2 379 m).